# BlackBerry OS
BlackBerry OS — операционная система с основным набором приложений для смартфонов и коммуникаторов, выпускаемых компанией Research In Motion Limited (RIM).

## Ранние версии
Основная функциональность всегда включала в себя: работу с текстом, электронной почтой, удобную адресную книгу. Поддерживалась установка сторонних приложений J2ME, как в JAR-контейнерах, так и в созданных специально для BlackBerry OS — alx.
Поддерживалось централизованное управление устройствами на уровне организации или оператора связи — BlackBerry BIS.

## BlackBerry OS 4.7
Огромные улучшения в плане работы с мультимедиа, камерой. Поддержка сенсорных экранов для BlackBerry Storm.

## BlackBerry OS 5.0
BlackBerry OS 5.0 была выпущена компанией RIM в начале 2010 года.

## BlackBerry OS 6.0
BlackBerry OS 6.0 была анонсирована производителем в августе 2010 года. По сравнению с предыдущей версией она имеет следующие улучшения:
- Новый пользовательский интерфейс, предназначенный для широкого использования multitouch-жестов, но при этом сохраняющий возможность управления с помощью трекбола. Структура рабочего стола близка к рабочим столам операционных систем iOS и Android.
- Улучшение мультимедийных возможностей ОС.
- Улучшение веб-серфинга. В новой ОС используется мобильный браузер на основе движка WebKit, что позволяет запускать веб-приложения, написанные с использованием стандартов HTML5.
- Упрощенный доступ к мобильным сообщениям, электронной почте и социальным сетям.

## BlackBerry OS 7.0
В новой версии BlackBerry 7.0 заявлено:
- появление средств голосового поиска,
- новое приложение BlackBerry Balance, помогающее пользователю отделять рабочий контент от личного.

Первыми устройствами, работающими под управлением BlackBerry 7.0, стали смартфоны BlackBerry Bold 9900 и 9930.

## BlackBerry Tablet OS
Операционная система, выпущенная для планшета BlackBerry Playbook. Основана на ядре QNX (RIM приобрела компанию разработчика годом ранее), также позволяет устанавливать и запускать приложения Android, разработанные на Native code для версии Android OS 2.3.
Планировалась обратная совместимость приложениями для BlackBerry OS, но в релизную версию эта функциональность не попала.

## BlackBerry OS 10
Дальнейшее развитие BlackBerry Tablet OS. Предназначалась для сенсорных телефонов и планшетов (планшеты на этой ОС выпущены не были). Обратная совместимость с Blackberry OS полностью отсутствует. Есть поддержка приложений Android OS версии 4.2, с частью функциональности 4.3, например, поддержкой BLE.
Последняя версия BlackBerry OS 10.3 была выпущена в мае 2018 года или августе 2019.

## Возможности системы
В марте 2012 года магазин приложений для BlackBerry OS насчитывал более 70 тыс. программ. В это число входят как приложения для BlackBerry OS, так и приложения для BlackBerry Tablet OS, BlackBerry OS 10 и приложения, портированные с Android.
В марте 2016 года объявлено, что приложение Facebook и мессенджер WhatsApp больше не будут поддерживать операционную систему BlackBerry.
С начала 2018 Facebook при открытии на телефоне ссылки или приложения начала переадресовывать пользователя на сайт в браузере. У пользователей, скачавших WhatsApp до этого, мессенджер работать будет, но без возможности обновлений, из-за чего приложение может работать с незначительными для пользователей неудобствами (долго доходят сообщения либо приходят, но без уведомлений, долгая загрузка чата с собеседником и т. п.). Теперь остается возможность загрузить приложение из неофициальных ресурсов в Интернете (но не всегда это безопасно).
С мая 2018 года в магазине приложений App World стала невозможна покупка приложений. Приложения, купленные до этой даты, как и бесплатные приложения, были доступны для загрузки до конца 2019 года. Но некоторые платные приложения остались.

## Статистика
Соотношение количества смартфонов с различными операционными системами. Май 2012 .
| Платформа                                 | I кв. 2012 г. | IV кв. 2011 г. | IV кв. 2010 г. | III кв. 2010 г. | IV кв. 2009 г. | III кв. 2009 г. | IV кв. 2008 г. | IV кв. 2007 г. | III кв. 2006 г. | III кв. 2005 г. |
| ----------------------------------------- | ------------- | -------------- | -------------- | --------------- | -------------- | --------------- | -------------- | -------------- | --------------- | --------------- |
| Symbian                                   | 6,8 %         | 11,7 %         | 32,3 %         | 36,6 %          | 47,2 %         | 44,6 %          | 52,4 %         | 62,3 %         | 72,8 %          | 59,7 %          |
| RIM (BlackBerry OS)                       | 6,4 %         | 8,8 %          | 14,6 %         | 14,8 %          | 20,8 %         | 20,7 %          | 16,5 %         | 10,9 %         | 2,8 %           | 1,5 %           |
| Apple (iOS)                               | 23,0 %        | 23,8 %         | 15,8 %         | 16,7 %          | 15,1 %         | 17,1 %          | 9,6 %          | 5,2 %          | -               | -               |
| Microsoft (Windows Mobile, Windows Phone) | 2,2 %         | 1,9 %          | 3,4 %          | 2,8 %           | 8,8 %          | 7,9 %           | 13,9 %         | 11,9 %         | 5,6 %           | 2,2 %           |
| Google (Android)                          | 59,0 %        | 50,9 %         | 30,5 %         | 25,5 %          | 4,7 %          | 3,5 %           | 0,5 %          | -              | -               | -               |
| Samsung (bada)                            | 3 %           | 2,7 %          | 1,9 %          | 0,1 %           |                |                 | -              | -              | -               | -               |
| Прочие (PalmOS, Maemo, Openmoko, LiMo)    | 2,6 %         | 0,8 %          | 1,5 %          | 3,6 %           | 3,4 %          | 6,2 %           | 7,2 %          | 9,6 %          | 18,8            | 36,6 %          |